# Страдовня (озеро)
Страдо́вня — пресноводное озеро на северо-западе Калининского района Тверской области в болотном массиве Оршинский Мох, относится к группе Петровских озёр. Входит в систему Шестинского и Каблуковского каналов.
Площадь поверхности — 2,52 км². Высота над уровнем моря — 141,4 м.
Название предположительно происходит от рус. страда — тяжёлая работа, летняя работа земледельца, лишения. В некоторых старых источниках озеро называлось Остродубьем.

## Гидрология
Сток из озера идёт в реку Ляховку, которая при слиянии с рекой Клюка образует реку Малая Созь, далее при слиянии с рекой Песочная образует реку Сосцу, впадающую в Созь — левый приток Волги. Средняя глубина больше, чем у большинства из группы Петровских озёр, составляет 2,69 метра. Грунты озера торфяно-илистые. Берега пологие, заболоченные. Донные отложения представлены аллювием (пески, галька) и отложениями органического происхождения: древесные, растительные остатки, торф, сапропель.

## Флора и фауна
Водная растительность представлена тростником, камышом, хвощем, рогозом, рдестом, кубышкой. В озере водятся такие виды рыб, как окунь и карась.

## Хозяйственное значение
Во второй половине XX века на берегах озера велась активная добыча торфа. В начале 2000-х годов инфраструктура торфоразработок пришла в упадок, железные дороги были разобраны, постройки и сооружения по берегам озера заброшены. 
В настоящее время озеро используется местным населением для рыбалки.

## Фотографии
- Коса озера Страдовня
- Северный берег Страдовни
- Торфодобыча на Оршинском мхе 2024